# Predajnianske Čelno
Predajnianske Čelno – dolina w północno-zachodniej części Rudaw Weporskich w Wewnętrznych Karpatach Zachodnich, w środkowej Słowacji. Na całej jej długości spływa nią potok Čelno, lewobrzeżny dopływ Hronu.
Dolina, długości ok. 7 km, rozpoczyna się na północnych stokach szczytu Kolba. Na całej swej długości opada dość stromo w kierunku północno-wschodnim. Jest wąska, prosta, głęboko wcięta pomiędzy ograniczające ją grzbiety i całkowicie zalesiona. Od strony wschodniej ogranicza ją grzbiet ze szczytami Veľké Čelno (1171 m n.p.m.) i Čelno (941 m n.p.m.), zaś od zachodu grzbiet ze szczytami Čierťiaž (1204 m n.p.m.), Holý vrch (1096 m n.p.m.) i Hole (780 m n.p.m.).
Doliną biegnie wąska droga o asfaltowej nawierzchni, dostępna jedynie dla pojazdów samochodowych słowackich Lasów Państwowych. Mniej więcej w połowie długości doliny potok Čelno przełamuje się przez pas twardych skał krystalicznych. Ten odcinek doliny jest tak wąski i stromy, że droga pokonuje go nie wprost, a wielkim zakosem po wschodnim zboczu doliny. W górnej części owego zwężenia przez wystającą ku potokowi ostrogę skalną przebija się ona tunelem długości 41,5 m, zwanym „Tunelem inż. Kelemena”.
Na potoku, tuż poniżej wspomnianego tunelu, wykształcił się system kilku kaskad wysokości do ok. 2,5 m, znanych jako Predajnianske vodopády. Niewielki obszar wokół nich jest objęty od 1991 r. ochroną jako Pomnik Przyrody Predajniańskie Wodospady (słow. Prírodná pamiatka Predajnianske vodopády).